# Christian Garnier (basket-ball)
Pour les articles homonymes, voir Christian Garnier et Garnier.
Christian Garnier, né le 4 mars 1964 à Vernon, est un ancien joueur de basket-ball professionnel français. Il mesure 1,98 m.

## Clubs
- 1980 - 1985 :  Stade français (Nationale 1)
- 1985 - 1989 :  Monaco (Nationale 1 puis N 1 A)
- 1989 - 1991 :  Nantes (N 1 A)
- 1991 - 1994 :  Levallois (N 1 A puis Pro A)
- 1994 - 1995 :  Pau Orthez (Pro A)
- 1995 - 1996 :  Jet Lyon (Pro A)
- 1996 - 1998 :  Chalon-sur-Saône (Pro A)

## Équipe nationale
- Ancien international français
  - A participé au championnat du monde en 1986

## Sources
- Maxi-Basket
- Le journal de Saône-et-Loire